# Kenzo Nakamura
Kenzo Nakamura (Fukuoka, 18 de outubro de 1983) é um ex-judoca japonês, medalhista de ouro nos Jogos Olímpicos de Atlanta na categorias até 71 kg.